# Heroínas de Sálvora

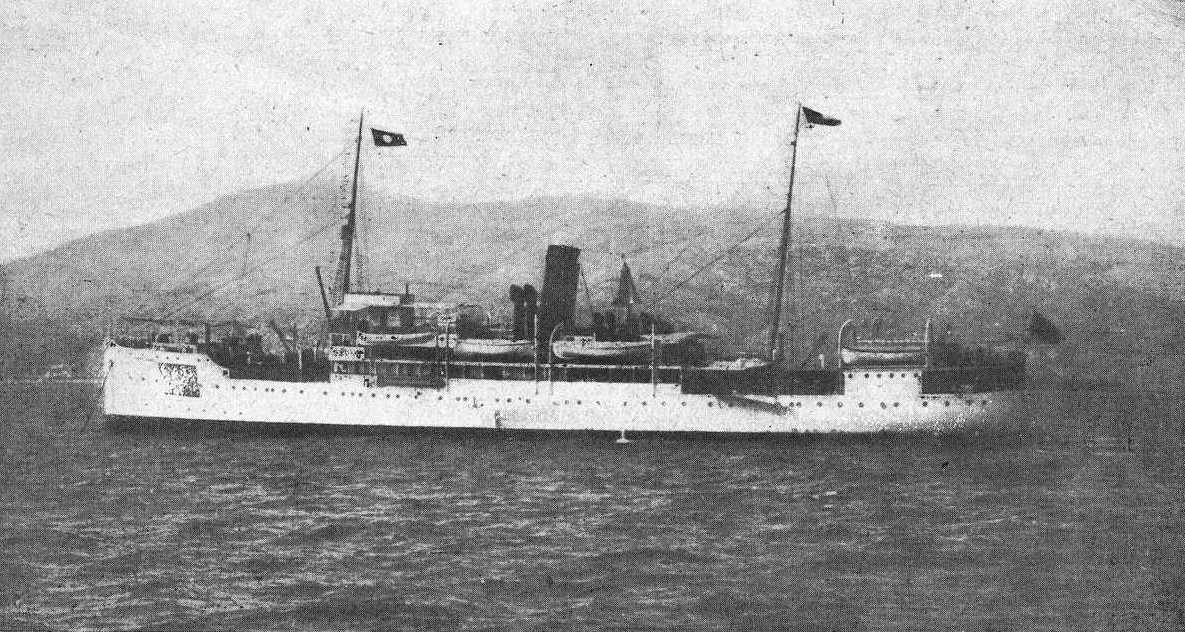
El vapor Santa Isabel en las rías gallegas.

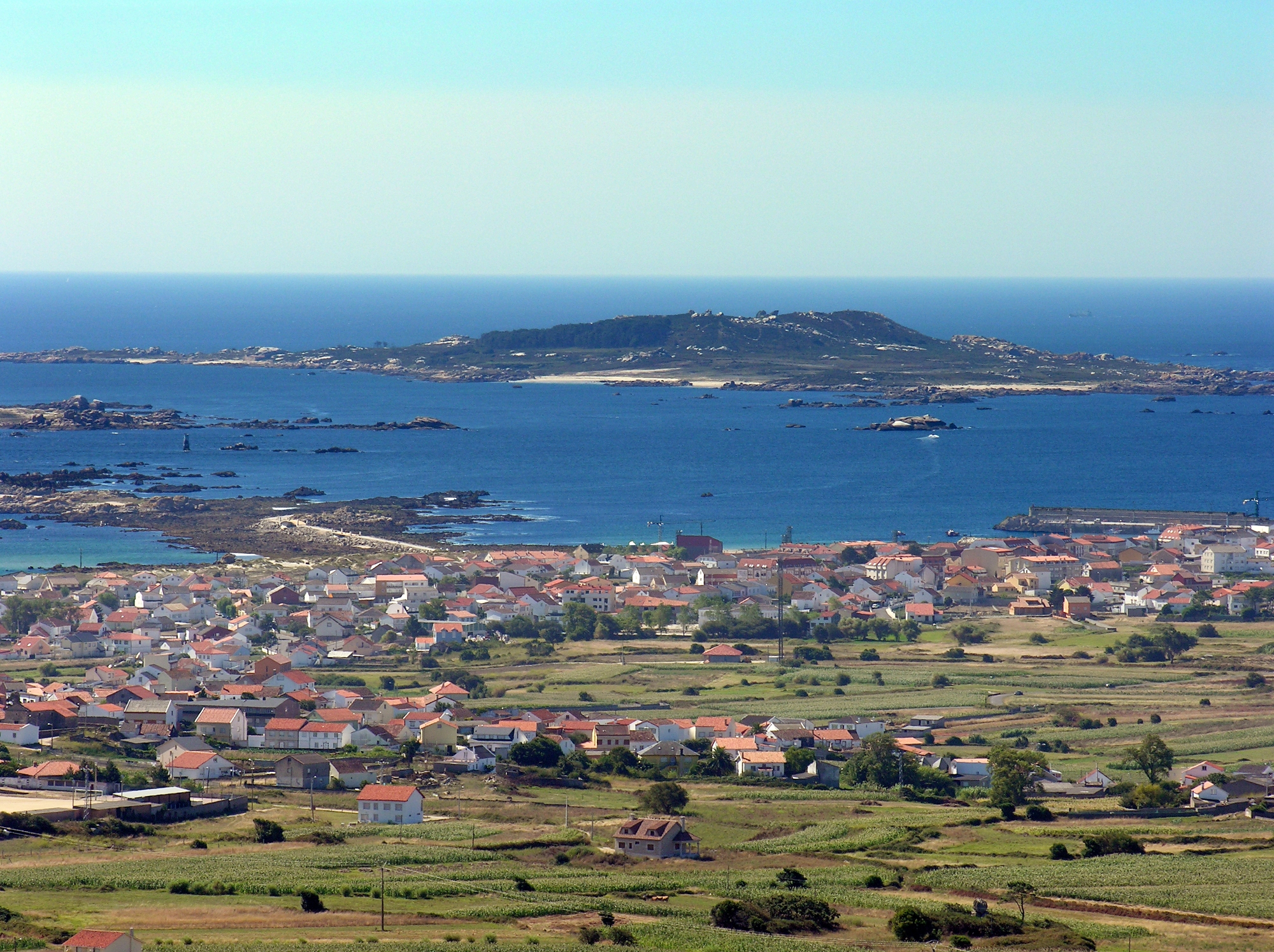
En primer plano, Carreira y Aguiño. Al fondo, la Isla de Sálvora.

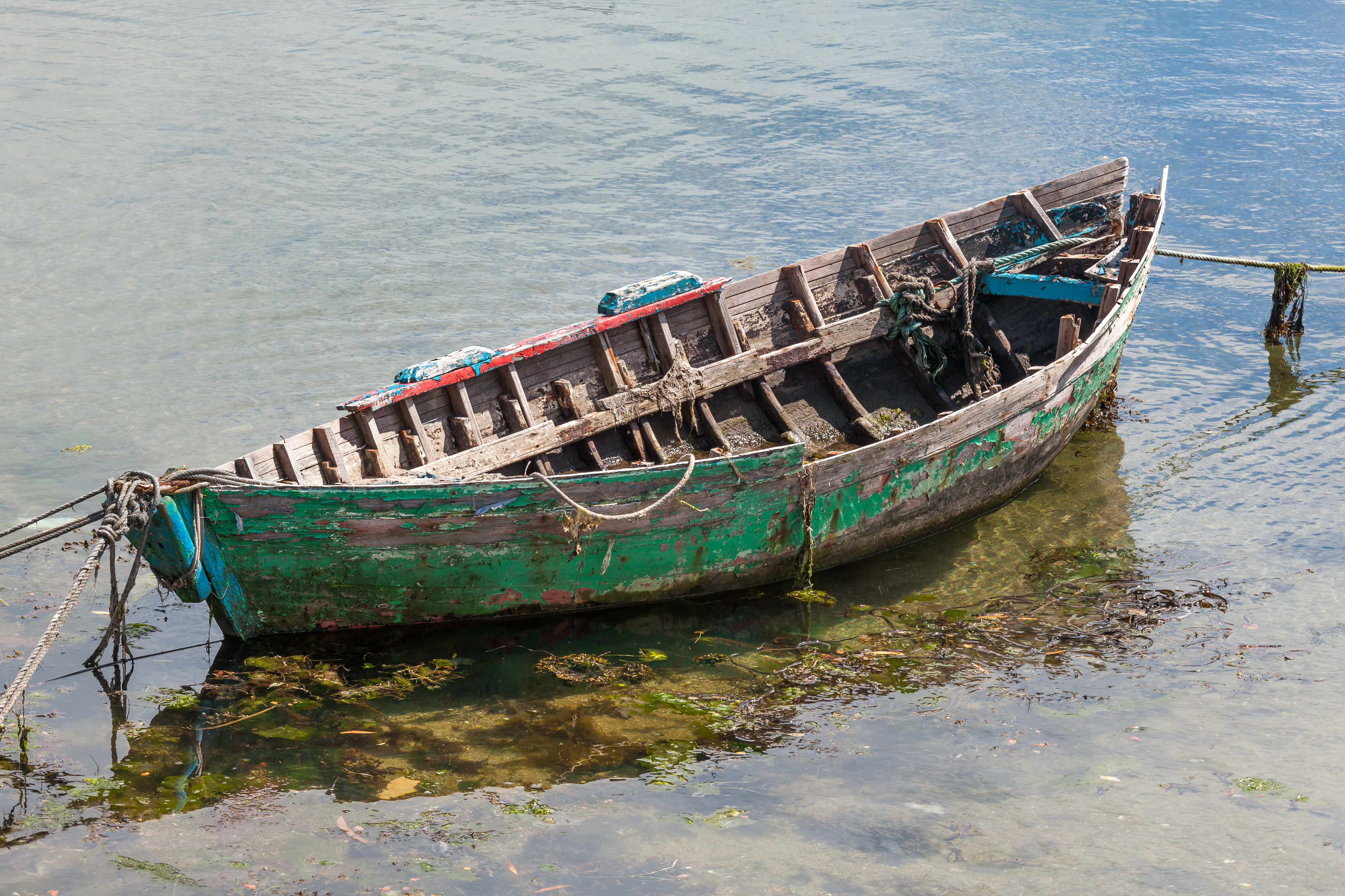
ezkerrera

Heroínas de Sálvora es el nombre que recibieron Josefa Parada, Cipriana Oujo Maneiro y María Fernández Oujo, que en ese momento tenían entre 14 y 24 años, por el rescate marítimo de 58 personas en el naufragio del barco correo Santa Isabel en 1921.

## Historia
El 2 de enero de 1921, el barco correo Santa Isabel partió por la noche de la desembocadura de la ría de Arosa, cerca de la isla de Sálvora. 213 personas murieron ahogadas en el naufragio y 58 se salvaron gracias a la intervención de las heroínas de Sálvora. Fueron salvados por una dorna en cuatro viajes muy difíciles.

## Reconocimiento
Fueron objeto de homenajes y reconocimientos, pero también de calumnias. En 2019, comenzó un proyecto para llevar su historia al cine. Al año siguiente se estrenó la película, titulada La isla de las mentiras que fue dirigida por Paula Cons.